# Liste des As bulgares de la Seconde Guerre mondiale
 (mars 2024).
Liste des principaux pilotes de chasse bulgares qui obtinrent des succès aériens contre l'aviation alliée de 1943 à 1945.

## Liste des As

### Les As
- En réalité, l'aviation bulgare ne compte que 2 As durant la Seconde Guerre mondiale.

| prénom et nom   | Victoires | points |
| --------------- | --------- | ------ |
| Stoyan Stoyanov | 5         | (15)   |
| Piotr Botchev   | 5         | (13)   |

### Liste complémentaire
| prénom et nom         | victoires | points |
| --------------------- | --------- | ------ |
| Ivan Bonev            | 4         | (8)    |
| Tshudomir Toplodowski | 4         | (8)    |
| Gentcho Dimitrov      | 3         | (7)    |
| Gentcho Ivanov        | 3         | (7)    |
| Kristo Atanasov       | 2         | (5)    |
| Nedeltcho Bonchev     | 2         | (8)    |
| Piotr Kirov           | 2         |        |
| Christo Koev          | 2         | (4)    |
| Christo Kostakiev     | 2         | (6)    |
| Piotr Petrov          | 2         | (8)    |
| Dimitar Spisarevski   | 2         | (6)    |
| Marin Tsvetkov        | 2         | (10)?  |
| Christo Zankov        | 2         | (4)    |

## Commentaires
- Les pilotes bulgares eurent peu d'occasions de remporter des succès aériens durant la Seconde Guerre mondiale, leur roi, quoique proche de l'Axe, ayant tenu son pays le plus possible à l'écart du conflit. Cependant à la fin 1943, et surtout en 1944, l'aviation de chasse bulgare dut faire face à de nombreuses attaques de bombardiers anglo-saxons. La disproportion des forces en présence explique en très grande partie les résultats relativement modestes des chasseurs bulgares.

- Longtemps le lieutenant Stoyan Stoyanov fut considéré comme le top-scorer des As bulgares, crédité de 15 victoires homologuées ; en fait, il s'agissait du nombre de points que lui valaient ses victoires, partant d'un système d'homologation des succès, qui accordait 3 points pour un bombardier quadrimoteur abattu (N.B. 2 points pour un bimoteur et 1 point pour un chasseur monomoteur).